# José Menezes (ilustrador)
José Menezes (Rio de Janeiro, 6 de agosto de 1934 - Petrópolis, 24 de junho de 2022) foi um quadrinista brasileiro. Para a Rio Gráfica Editora desenhou personagens como Flecha Ligeira, Jim das Selvas de Alex Raymond e O Fantasma de Lee Falk. Nos anos 70, desenhou o personagem Kung Fu da revista de mesmo nome publicada pela EBAL com roteiros de Hélio do Soveral Na década de 1980, produziu histórias de terror para a Bloch Editores, dentre elas, uma adaptação de William Wilson de Edgar Allan Poe, roteirizou a revista He-Man da Editora Abril, baseada na série animada da Filmation He-Man and the Masters of the Universe e na linha de brinquedos Masters of the Universe da Mattel.